# Подшендялов, Артём Иванович
Артём Иванович Подшендялов (род. 5 декабря 1989, Якутск) — российский хоккеист, нападающий, хват клюшки — левый.

## Карьера
Воспитанник хоккейной школы Якутии. Первым его тренером был Афанасий Семёнович Владимиров. Профессиональная карьера началась в Омске в составе юношеской команды «Авангарда». Здесь Подшендялов стал чемпионом России 2003 года в составе юношеской команды 1989 года рождения. Выступал за «Кристалл» Электросталь, «Химик» Воскресенск, «Спартак» Москва, в котором дебютировал в КХЛ в сезоне 2008/2009, его дочерней команды в Первой лиге, после чего, некоторое время играл за «Рязань».
Затем попал в систему клуба НХЛ «Оттава Сенаторз». Играл за фарм-клуб «Брэдфорд Рэттлерс» из Greater Metro Junior A Hockey League, за 50 матчей набрал 139 (69+70) очков. Два следующих сезона провёл в Канадской хоккейной лиге за «Форт-Уэйн Кометс». В первом сезоне на его счету 40 матчей, 9 заброшенных шайб, 16 результативных передач, во втором — 58 матчей, забросил 18 шайб и отдал 25 результативных передач.
В сезоне 2012/2013 вернулся в Россию, где подписал контракт с «Ермаком» из ВХЛ.
Летом 2015 перешёл в команду КХЛ Адмирал (Владивосток)